# Nitta Yoshisada
Nitta Yoshisada (jap. 新田 義貞; * 1301; † 1338) stammte vom alten Minamoto-Clan ab.
Er war ein Samurai in der Provinz Kōzuke. Er arbeitete sich zu einem der größten Feldherrn des damaligen Kaisers hoch und wurde wegen seines außerordentlichen Mutes und seiner Kampfstrategien als Vorbild für die Samurai verehrt. Nitta gilt noch heute als gutes Beispiel für Loyalität. 
Berühmt wurde er durch seine Teilnahme am (als Genkō-Rebellion bekanntem) Krieg zwischen dem Shikken Hōjō Takatoki und dem Tennō Go-Daigo. Erst kämpfte er für den Shikken, wechselte aber nach dem Überlaufen von Ashikaga Takauji ebenfalls die Seiten und kämpfte an der Seite von Takauji und Kusunoki Masashige für den Kaiser. Zunächst belagerte er Kamakura, den Sitz des Shogunats. Um die Stadt einzunehmen, benötigte Nitta Yoshisada eine Kriegslist, da sie von mehr als 150.000 Kriegern der Hōjō verteidigt wurde: Er ließ Tausende berittener Samurai die Bucht von Kamakura durchschwimmen, die dann die unbefestigte Seeseite der Stadt angreifen konnten. Die Angehörigen der Hōjō-Regierung begingen Selbstmord durch Seppuku. 
Als Takauji gegen den Kaiser rebellierte, wurde er von Masashige und Yoshisada bekämpft. 1336 gelang es Takauji, die Entscheidungsschlacht am Minatogawa zu gewinnen und Masashige zu töten. Yoshisada kämpfte noch zwei Jahre für den Kaiser. 1338 traf während einer Schlacht ein Pfeil der Ashikaga sein Pferd, und er wurde unter dem Tier begraben; um der Gefangennahme durch feindliche Truppen zu entgehen, schlug Yoshisada sich selbst den Kopf ab. Seine Diener flüchteten mit seinem Kopf und vergruben ihn in den Bergen. Heute steht an der vermuteten Stelle die kleine Steinstatue Kaifukijizou 貝吹地蔵, die den Gott Kshitigarbha darstellt.
Die Geschichte von Ashikaga Takauji, Kaiser Go-Daigo, Nitta Yoshisada und Kusunoki Masashige vom Genkō-Krieg bis zur Errichtung des nördlichen und des südlichen Kaiserhofs (Namboku-chō) ist detailliert in dem vierzigbändigen Epos Taiheiki beschrieben.
1876 wurde ihm in Fukui (in der Nähe des Ortes, wo er starb) der Fujishima-Schrein gewidmet, wo er mit seinem Bruder und seinen drei Söhnen als Kami verehrt wird.